# Selección de fútbol de Tailandia

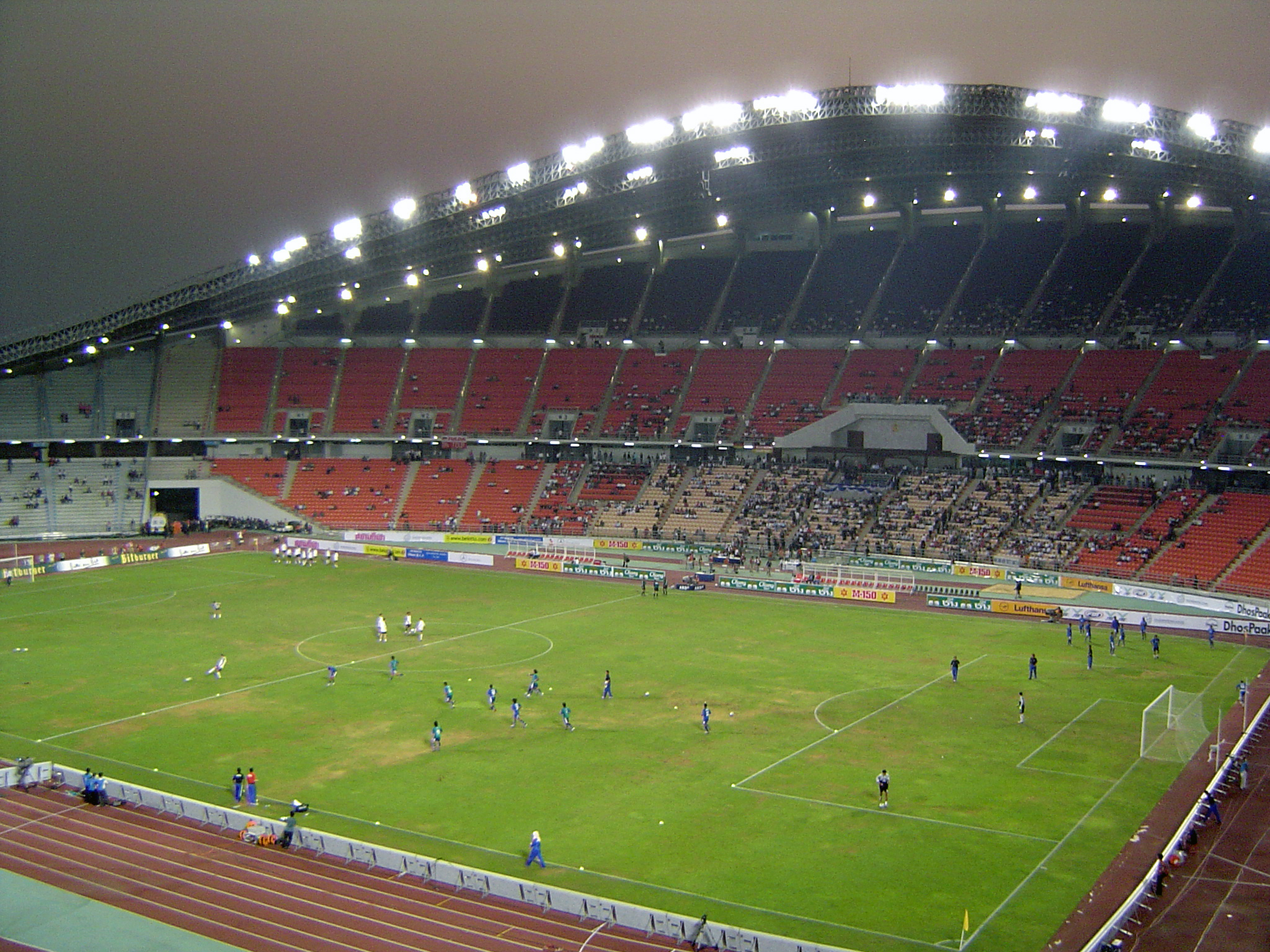
El Rajamangala National Stadium, sede de la Selección de Tailandia.

La selección de fútbol de Tailandia (en tailandés: ฟุตบอลทีมชาติไทย) es el equipo representativo del país en las competiciones oficiales. Su organización está a cargo de la Asociación de Fútbol de Tailandia, perteneciente a la AFC y a la FIFA. Juegan sus partidos como local en el Estadio Rajamangala de Bangkok.
Ellos actualmente son el mejor equipo del sudeste asiático habiendo ganado siete veces el Campeonato de futbol de la ASEAN. Nunca han disputado la Copa Mundial de Fútbol y su mayor éxito fue ser terceros en la Copa Asiática de 1972 y participar en 2 Juegos Olímpicos.

## Estadísticas

### Copa Mundial de Fútbol
| Copa Mundial de Fútbol | Copa Mundial de Fútbol  | Copa Mundial de Fútbol  | Copa Mundial de Fútbol  | Copa Mundial de Fútbol  | Copa Mundial de Fútbol  | Copa Mundial de Fútbol  | Copa Mundial de Fútbol  |
| Año                    | Ronda                   | J                       | G                       | E                       | P                       | GF                      | GC                      |
| ---------------------- | ----------------------- | ----------------------- | ----------------------- | ----------------------- | ----------------------- | ----------------------- | ----------------------- |
| 1930 - 1938            | No existía la selección | No existía la selección | No existía la selección | No existía la selección | No existía la selección | No existía la selección | No existía la selección |
| 1950 - 1970            | No participó            | No participó            | No participó            | No participó            | No participó            | No participó            | No participó            |
| 1974                   | No clasificó            | No clasificó            | No clasificó            | No clasificó            | No clasificó            | No clasificó            | No clasificó            |
| 1978                   | No clasificó            | No clasificó            | No clasificó            | No clasificó            | No clasificó            | No clasificó            | No clasificó            |
| 1982                   | No clasificó            | No clasificó            | No clasificó            | No clasificó            | No clasificó            | No clasificó            | No clasificó            |
| 1986                   | No clasificó            | No clasificó            | No clasificó            | No clasificó            | No clasificó            | No clasificó            | No clasificó            |
| 1990                   | No clasificó            | No clasificó            | No clasificó            | No clasificó            | No clasificó            | No clasificó            | No clasificó            |
| 1994                   | No clasificó            | No clasificó            | No clasificó            | No clasificó            | No clasificó            | No clasificó            | No clasificó            |
| 1998                   | No clasificó            | No clasificó            | No clasificó            | No clasificó            | No clasificó            | No clasificó            | No clasificó            |
| 2002                   | No clasificó            | No clasificó            | No clasificó            | No clasificó            | No clasificó            | No clasificó            | No clasificó            |
| 2006                   | No clasificó            | No clasificó            | No clasificó            | No clasificó            | No clasificó            | No clasificó            | No clasificó            |
| 2010                   | No clasificó            | No clasificó            | No clasificó            | No clasificó            | No clasificó            | No clasificó            | No clasificó            |
| 2014                   | No clasificó            | No clasificó            | No clasificó            | No clasificó            | No clasificó            | No clasificó            | No clasificó            |
| 2018                   | No clasificó            | No clasificó            | No clasificó            | No clasificó            | No clasificó            | No clasificó            | No clasificó            |
| 2022                   | No clasificó            | No clasificó            | No clasificó            | No clasificó            | No clasificó            | No clasificó            | No clasificó            |
| 2026                   | No clasificó            | No clasificó            | No clasificó            | No clasificó            | No clasificó            | No clasificó            | No clasificó            |
| 2030                   | Por disputarse          | Por disputarse          | Por disputarse          | Por disputarse          | Por disputarse          | Por disputarse          | Por disputarse          |
| 2034                   | Por disputarse          | Por disputarse          | Por disputarse          | Por disputarse          | Por disputarse          | Por disputarse          | Por disputarse          |
| Total                  | 0/23                    | -                       | -                       | -                       | -                       | -                       | -                       |

### Copa Asiática
| Copa Asiática | Copa Asiática    | Copa Asiática | Copa Asiática | Copa Asiática | Copa Asiática | Copa Asiática | Copa Asiática |
| Año           | Ronda            | J             | G             | E             | P             | GF            | GC            |
| ------------- | ---------------- | ------------- | ------------- | ------------- | ------------- | ------------- | ------------- |
| 1956          | Se retiró        | Se retiró     | Se retiró     | Se retiró     | Se retiró     | Se retiró     | Se retiró     |
| 1960          | Se retiró        | Se retiró     | Se retiró     | Se retiró     | Se retiró     | Se retiró     | Se retiró     |
| 1964          | No clasificó     | No clasificó  | No clasificó  | No clasificó  | No clasificó  | No clasificó  | No clasificó  |
| 1968          | No clasificó     | No clasificó  | No clasificó  | No clasificó  | No clasificó  | No clasificó  | No clasificó  |
| 1972          | Tercer lugar     | 5             | 0             | 3             | 2             | 6             | 9             |
| 1976          | Se retiró        | Se retiró     | Se retiró     | Se retiró     | Se retiró     | Se retiró     | Se retiró     |
| 1980          | No clasificó     | No clasificó  | No clasificó  | No clasificó  | No clasificó  | No clasificó  | No clasificó  |
| 1984          | No clasificó     | No clasificó  | No clasificó  | No clasificó  | No clasificó  | No clasificó  | No clasificó  |
| 1988          | No clasificó     | No clasificó  | No clasificó  | No clasificó  | No clasificó  | No clasificó  | No clasificó  |
| 1992          | Fase de grupos   | 3             | 0             | 2             | 1             | 1             | 5             |
| 1996          | Fase de grupos   | 3             | 0             | 0             | 3             | 2             | 13            |
| 2000          | Fase de grupos   | 3             | 0             | 2             | 1             | 2             | 4             |
| 2004          | Fase de grupos   | 3             | 0             | 0             | 3             | 1             | 9             |
| 2007          | Fase de grupos   | 3             | 1             | 1             | 1             | 3             | 5             |
| 2011          | No clasificó     | No clasificó  | No clasificó  | No clasificó  | No clasificó  | No clasificó  | No clasificó  |
| 2015          | No clasificó     | No clasificó  | No clasificó  | No clasificó  | No clasificó  | No clasificó  | No clasificó  |
| 2019          | Octavos de final | 4             | 1             | 1             | 2             | 4             | 7             |
| 2023          | Octavos de final | 4             | 1             | 2             | 1             | 3             | 2             |
| 2027          | Por definir      | Por definir   | Por definir   | Por definir   | Por definir   | Por definir   | Por definir   |
| Total         | 8/18             | 28            | 3             | 11            | 14            | 22            | 54            |

## Torneos regionales

### Campeonato de Fútbol de la ASEAN
| Campeonato de Fútbol de la ASEAN | Campeonato de Fútbol de la ASEAN | Campeonato de Fútbol de la ASEAN | Campeonato de Fútbol de la ASEAN | Campeonato de Fútbol de la ASEAN | Campeonato de Fútbol de la ASEAN | Campeonato de Fútbol de la ASEAN | Campeonato de Fútbol de la ASEAN |
| Año                              | Ronda                            | J                                | G                                | E                                | P                                | GF                               | GC                               |
| -------------------------------- | -------------------------------- | -------------------------------- | -------------------------------- | -------------------------------- | -------------------------------- | -------------------------------- | -------------------------------- |
| 1996                             | Campeón                          | 6                                | 5                                | 1                                | 0                                | 18                               | 3                                |
| 1998                             | Cuarto lugar                     | 5                                | 2                                | 2                                | 1                                | 10                               | 10                               |
| 2000                             | Campeón                          | 5                                | 5                                | 0                                | 0                                | 15                               | 3                                |
| 2002                             | Campeón                          | 5                                | 2                                | 2                                | 1                                | 13                               | 7                                |
| 2004                             | Fase de grupos                   | 4                                | 2                                | 1                                | 1                                | 13                               | 4                                |
| 2007                             | Subcampeón                       | 7                                | 3                                | 3                                | 1                                | 10                               | 4                                |
| 2008                             | Subcampeón                       | 7                                | 5                                | 1                                | 1                                | 16                               | 4                                |
| 2010                             | Fase de grupos                   | 3                                | 0                                | 2                                | 1                                | 3                                | 4                                |
| 2012                             | Subcampeón                       | 7                                | 5                                | 1                                | 1                                | 14                               | 6                                |
| 2014                             | Campeón                          | 7                                | 5                                | 1                                | 1                                | 17                               | 6                                |
| 2016                             | Campeón                          | 7                                | 6                                | 0                                | 1                                | 12                               | 4                                |
| 2018                             | Semifinales                      | 6                                | 3                                | 3                                | 0                                | 17                               | 5                                |
| 2020                             | Campeón                          | 8                                | 6                                | 2                                | 0                                | 18                               | 3                                |
| 2022                             | Campeón                          | 8                                | 5                                | 2                                | 1                                | 19                               | 5                                |
| 2024                             | Subcampeón                       | 8                                | 5                                | 0                                | 3                                | 25                               | 12                               |
| Total                            | 15/15                            | 93                               | 59                               | 21                               | 13                               | 220                              | 80                               |

### Juegos de Asia
(Desde el 2002 se juega con selecciones sub-23.)
| Juegos de Asia | Juegos de Asia   | Juegos de Asia | Juegos de Asia | Juegos de Asia | Juegos de Asia | Juegos de Asia | Juegos de Asia |
| Año            | Ronda            | J              | G              | E1             | P              | GF             | GC             |
| -------------- | ---------------- | -------------- | -------------- | -------------- | -------------- | -------------- | -------------- |
| 1951 - 1962    | No clasificó     | No clasificó   | No clasificó   | No clasificó   | No clasificó   | No clasificó   | No clasificó   |
| 1966           | Cuartos de final | 4              | 1              | 1              | 2              | 5              | 8              |
| 1970           | Cuartos de final | 4              | 1              | 2              | 1              | 6              | 6              |
| 1974           | Primera ronda    | 2              | 0              | 0              | 2              | 2              | 4              |
| 1978           | Segunda ronda    | 5              | 2              | 0              | 3              | 6              | 12             |
| 1982           | Primera ronda    | 3              | 1              | 0              | 2              | 3              | 5              |
| 1986           | Primera ronda    | 4              | 1              | 1              | 2              | 8              | 4              |
| 1990           | Cuarto lugar     | 6              | 3              | 1              | 2              | 5              | 3              |
| 1994           | Primera ronda    | 4              | 0              | 1              | 3              | 8              | 12             |
| 1998           | Cuarto lugar     | 8              | 4              | 1              | 3              | 12             | 10             |
| Total          | 9/13             | 40             | 13             | 7              | 20             | 55             | 64             |

### Juegos de la ASEAN
(Desde el 2001 se juega con selecciones sub-23.)
| Juegos de la ASEAN | Juegos de la ASEAN | Juegos de la ASEAN | Juegos de la ASEAN | Juegos de la ASEAN | Juegos de la ASEAN | Juegos de la ASEAN | Juegos de la ASEAN |
| Año                | Ronda              | J                  | G                  | E1                 | P                  | GF                 | GC                 |
| ------------------ | ------------------ | ------------------ | ------------------ | ------------------ | ------------------ | ------------------ | ------------------ |
| 1959               | Subcampeón         | 4                  | 2                  | 0                  | 2                  | 9                  | 10                 |
| 1961               | Tercer lugar       | 3                  | 1                  | 2                  | 0                  | 7                  | 4                  |
| 1965               | Campeón            | 3                  | 2                  | 1                  | 0                  | 6                  | 3                  |
| 1967               | Tercer lugar       | 4                  | 2                  | 0                  | 2                  | 9                  | 8                  |
| 1969               | Subcampeón         | 3                  | 1                  | 1                  | 1                  | 4                  | 4                  |
| 1971               | Tercer lugar       | 5                  | 1                  | 2                  | 2                  | 7                  | 8                  |
| 1973               | Primera ronda      | 2                  | 0                  | 1                  | 1                  | 1                  | 2                  |
| 1975               | Campeón            | 3                  | 1                  | 2                  | 0                  | 5                  | 4                  |
| 1977               | Subcampeón         | 4                  | 1                  | 1                  | 2                  | 3                  | 6                  |
| 1979               | Tercer lugar       | 5                  | 2                  | 2                  | 1                  | 6                  | 5                  |
| 1981               | Campeón            | 4                  | 2                  | 2                  | 0                  | 9                  | 6                  |
| 1983               | Campeón            | 5                  | 3                  | 1                  | 1                  | 10                 | 4                  |
| 1985               | Campeón            | 4                  | 3                  | 1                  | 0                  | 17                 | 1                  |
| 1987               | Tercer lugar       | 4                  | 2                  | 1                  | 1                  | 7                  | 3                  |
| 1989               | Semifinales        | 4                  | 1                  | 2                  | 1                  | 5                  | 3                  |
| 1991               | Subcampeón         | 4                  | 2                  | 1                  | 1                  | 10                 | 2                  |
| 1993               | Campeón            | 6                  | 6                  | 0                  | 0                  | 18                 | 6                  |
| 1995               | Campeón            | 6                  | 5                  | 1                  | 0                  | 19                 | 2                  |
| 1997               | Campeón            | 6                  | 4                  | 2                  | 0                  | 15                 | 3                  |
| 1999               | Campeón            | 6                  | 5                  | 1                  | 0                  | 24                 | 1                  |
| Total              | 20/20              | 85                 | 46                 | 24                 | 15                 | 191                | 85                 |

1 Los empates también incluyen desempates en tiempo extra y en penales.

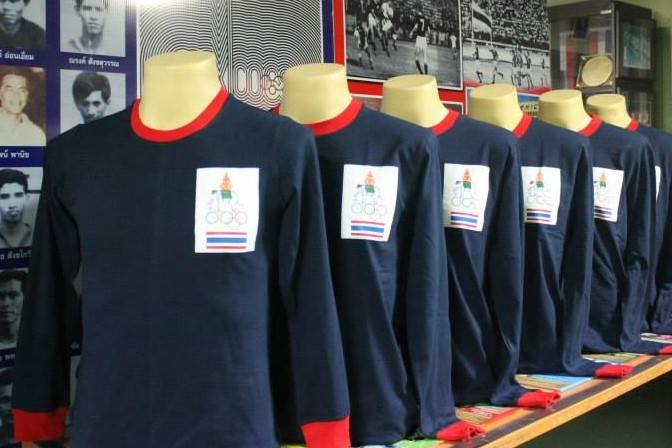
Uniforme de Tailandia en los Juegos Olímpicos de México 1968.

## Resultados
Actualizado al último partido jugado el 5 de enero de 2025
| Fecha      | Ciudad       | Local          | Resultado | Visitante  | Competición                      |
| ---------- | ------------ | -------------- | --------- | ---------- | -------------------------------- |
| 11-06-2024 | Bangkok      | Tailandia      | 3:1       | Singapur   | Clasificación Copa Mundial 2026  |
| 10-09-2024 | Hanói        | Vietnam        | 1:2       | Tailandia  | Partido amistoso                 |
| 11-10-2024 | Songkhla     | Tailandia      | 3:1       | Filipinas  | King's Cup 2024                  |
| 14-10-2024 | Songkhla     | Tailandia      | 2:1       | Siria      | King's Cup 2024                  |
| 14-11-2024 | Pathum Thani | Tailandia      | 0:0       | Líbano     | Partido amistoso                 |
| 17-11-2024 | Pathum Thani | Tailandia      | 1:1       | Laos       | Partido amistoso                 |
| 08-12-2024 | Hanói        | Timor Oriental | 0:10      | Tailandia  | Copa AFF 2024                    |
| 14-12-2024 | Bangkok      | Tailandia      | 1:0       | Malasia    | Copa AFF 2024                    |
| 17-12-2024 | Kallang      | Singapur       | 2:4       | Tailandia  | Copa AFF 2024                    |
| 20-12-2024 | Bangkok      | Tailandia      | 3:2       | Camboya    | Copa AFF 2024                    |
| 27-12-2024 | Manila       | Filipinas      | 2:1       | Tailandia  | Copa AFF 2024                    |
| 30-12-2024 | Bangkok      | Tailandia      | 3:1       | Filipinas  | Copa AFF 2024                    |
| 02-01-2025 | Việt Trì     | Vietnam        | 2:1       | Tailandia  | Copa AFF 2024                    |
| 05-01-2025 | Bangkok      | Tailandia      | 2:3       | Vietnam    | Copa AFF 2024                    |
| 21-03-2025 | Bangkok      | Tailandia      | -:-       | Afganistán | Partido amistoso                 |
| 25-03-2025 | Bangkok      | Tailandia      | -:-       | Sri Lanka  | Clasificación Copa Asiática 2027 |
| 10-06-2025 | Asjabad      | Turkmenistán   | -:-       | Tailandia  | Clasificación Copa Asiática 2027 |

## Récord ante otras selecciones

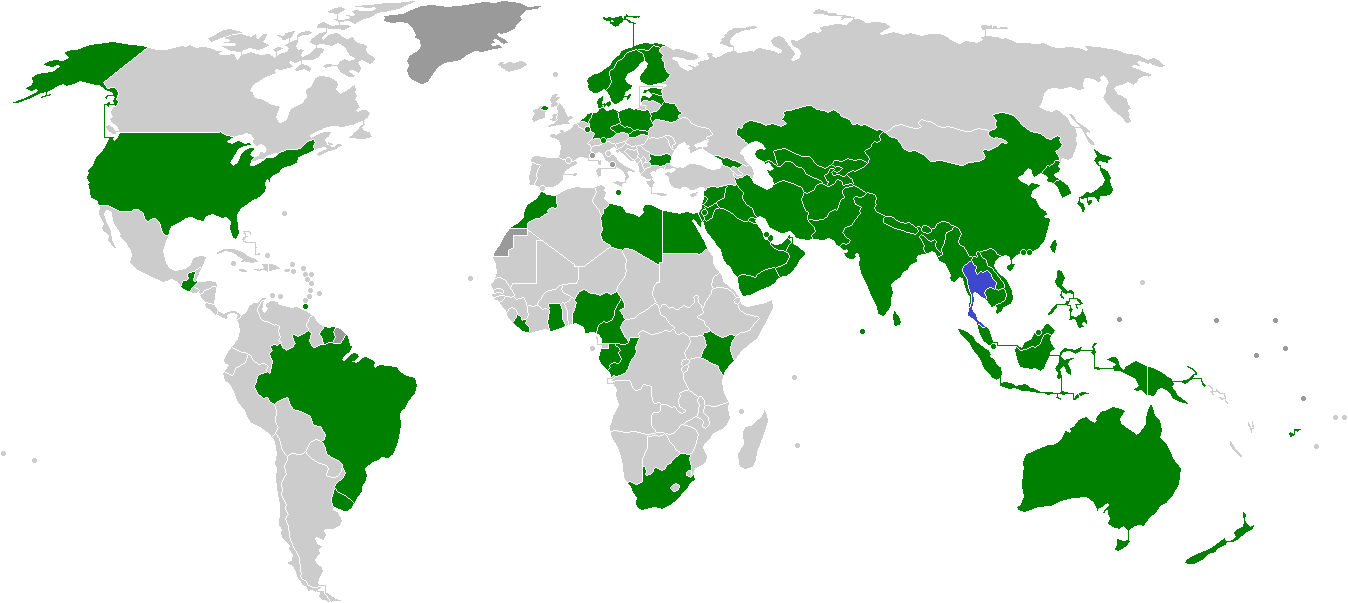
Los rivales que ha tenido Tailandia en su historia.

Actualizado al 27 de diciembre de 2024: Filipinas 2-1 Tailandia
| País                   | Desde | Hasta | J   | G   | E   | P   | GF   | GC   | GD  |
| ---------------------- | ----- | ----- | --- | --- | --- | --- | ---- | ---- | --- |
| Afganistán             | 2015  | 2015  | 1   | 1   | 0   | 0   | 2    | 0    | +2  |
| Alemania               | 2004  | 2004  | 1   | 0   | 0   | 1   | 1    | 5    | −4  |
| Arabia Saudita         | 1982  | 2024  | 17  | 1   | 2   | 14  | 9    | 42   | −33 |
| Australia              | 1982  | 2017  | 7   | 0   | 1   | 6   | 4    | 17   | −13 |
| Baréin                 | 1980  | 2022  | 9   | 2   | 4   | 3   | 9    | 11   | −2  |
| Bangladés              | 1973  | 2012  | 14  | 9   | 3   | 2   | 29   | 11   | +18 |
| Bielorrusia            | 2017  | 2017  | 1   | 0   | 1   | 0   | 0    | 0    | 0   |
| Birmania               | 1957  | 2021  | 50  | 22  | 14  | 14  | 93   | 62   | +31 |
| Bután                  | 2012  | 2012  | 1   | 1   | 0   | 0   | 5    | 0    | +5  |
| Brasil                 | 2000  | 2000  | 1   | 0   | 0   | 1   | 0    | 7    | −7  |
| Brunéi                 | 1971  | 2022  | 7   | 6   | 1   | 0   | 38   | 5    | +33 |
| Bulgaria               | 1968  | 1996  | 2   | 0   | 0   | 2   | 0    | 13   | −13 |
| Camboya                | 1957  | 2024  | 16  | 9   | 5   | 2   | 42   | 19   | +23 |
| Camerún                | 2015  | 2015  | 1   | 0   | 0   | 1   | 2    | 3    | −1  |
| Catar                  | 1992  | 2016  | 11  | 4   | 3   | 4   | 15   | 15   | 0   |
| China                  | 1948  | 2024  | 31  | 5   | 6   | 20  | 26   | 64   | −38 |
| China Taipéi           | 1963  | 2023  | 11  | 4   | 2   | 5   | 18   | 19   | −1  |
| Congo                  | 2019  | 2019  | 1   | 0   | 1   | 0   | 1    | 1    | 0   |
| Corea del Norte        | 1978  | 2017  | 20  | 5   | 4   | 11  | 18   | 32   | −14 |
| Corea del Sur          | 1961  | 2024  | 63  | 8   | 13  | 42  | 44   | 124  | −80 |
| Dinamarca              | 2009  | 2010  | 2   | 0   | 1   | 1   | 2    | 5    | −3  |
| Egipto                 | 1998  | 1998  | 1   | 0   | 1   | 0   | 1    | 1    | 0   |
| Emiratos Árabes Unidos | 1986  | 2023  | 13  | 2   | 3   | 8   | 12   | 21   | −9  |
| Eslovaquia             | 2004  | 2018  | 2   | 0   | 1   | 1   | 3    | 4    | –1  |
| Estados Unidos         | 1987  | 1987  | 1   | 0   | 0   | 1   | 0    | 1    | −1  |
| Estonia                | 2000  | 2023  | 3   | 1   | 2   | 0   | 3    | 2    | +1  |
| Finlandia              | 1996  | 2012  | 5   | 3   | 1   | 1   | 12   | 6    | +6  |
| Filipinas              | 1971  | 2024  | 25  | 20  | 2   | 3   | 75   | 14   | +61 |
| Gabón                  | 2018  | 2018  | 1   | 0   | 1   | 0   | 0    | 0    | 0   |
| Georgia                | 2023  | 2023  | 1   | 0   | 0   | 1   | 0    | 8    | −8  |
| Ghana                  | 1982  | 1983  | 2   | 0   | 0   | 2   | 2    | 6    | −4  |
| Guatemala              | 1968  | 1968  | 1   | 0   | 0   | 1   | 1    | 4    | −3  |
| Hong Kong              | 1961  | 2023  | 27  | 10  | 6   | 11  | 40   | 33   | +7  |
| India                  | 1962  | 2019  | 23  | 11  | 6   | 6   | 37   | 26   | +11 |
| Indonesia              | 1957  | 2022  | 97  | 47  | 18  | 32  | 167  | 121  | +46 |
| Inglaterra             | 1956  | 1956  | 1   | 0   | 0   | 1   | 0    | 9    | −9  |
| Irán                   | 1972  | 2013  | 14  | 0   | 3   | 11  | 5    | 32   | −27 |
| Irak                   | 1972  | 2017  | 17  | 2   | 5   | 10  | 18   | 45   | −27 |
| Irlanda del Norte      | 1997  | 1997  | 1   | 0   | 1   | 0   | 0    | 0    | 0   |
| Israel                 | 1973  | 1973  | 1   | 0   | 0   | 1   | 0    | 6    | −6  |
| Japón                  | 1962  | 2024  | 23  | 2   | 4   | 17  | 16   | 57   | −41 |
| Jordania               | 2004  | 2016  | 7   | 1   | 5   | 1   | 4    | 3    | +1  |
| Kazajistán             | 1998  | 2006  | 4   | 2   | 2   | 0   | 5    | 3    | +2  |
| Kenia                  | 1990  | 2017  | 2   | 2   | 0   | 0   | 3    | 1    | +2  |
| Kuwait                 | 1972  | 2014  | 12  | 4   | 1   | 7   | 18   | 30   | −12 |
| Kirguistán             | 2001  | 2024  | 2   | 2   | 0   | 0   | 5    | 1    | +4  |
| Laos                   | 1961  | 2024  | 13  | 10  | 2   | 1   | 46   | 15   | +31 |
| Letonia                | 2005  | 2005  | 1   | 0   | 1   | 0   | 1    | 1    | 0   |
| Líbano                 | 1998  | 2024  | 8   | 3   | 3   | 2   | 12   | 15   | −3  |
| Liberia                | 1984  | 1984  | 1   | 0   | 0   | 1   | 1    | 2    | −1  |
| Libia                  | 1977  | 1977  | 1   | 0   | 1   | 0   | 2    | 2    | 0   |
| Liechtenstein          | 1981  | 1981  | 1   | 1   | 0   | 0   | 2    | 0    | +2  |
| Luxemburgo             | 1980  | 1980  | 1   | 1   | 0   | 0   | 1    | 0    | +1  |
| Macao                  | 2007  | 2007  | 2   | 2   | 0   | 0   | 13   | 2    | +11 |
| Malasia                | 1959  | 2024  | 116 | 37  | 36  | 43  | 155  | 165  | −10 |
| Maldivas               | 1996  | 2022  | 4   | 4   | 0   | 0   | 22   | 0    | +22 |
| Malta                  | 1981  | 1981  | 1   | 0   | 0   | 1   | 0    | 2    | −2  |
| Marruecos              | 1980  | 1980  | 1   | 0   | 0   | 1   | 1    | 2    | −1  |
| Nepal                  | 1982  | 2022  | 4   | 4   | 0   | 0   | 14   | 1    | +13 |
| Países Bajos           | 2007  | 2007  | 1   | 0   | 0   | 1   | 1    | 3    | −2  |
| Nueva Zelanda          | 1976  | 2014  | 5   | 2   | 2   | 1   | 9    | 7    | +2  |
| Nigeria                | 1983  | 1983  | 1   | 0   | 1   | 0   | 0    | 0    | 0   |
| Noruega                | 1965  | 2012  | 2   | 0   | 0   | 2   | 0    | 8    | −8  |
| Omán                   | 1986  | 2024  | 13  | 5   | 2   | 6   | 11   | 10   | 1   |
| Pakistán               | 1960  | 2001  | 5   | 4   | 0   | 1   | 16   | 7    | +9  |
| Palestina              | 2011  | 2011  | 2   | 1   | 1   | 0   | 3    | 2    | +1  |
| Papúa Nueva Guinea     | 1984  | 1984  | 1   | 0   | 0   | 1   | 1    | 4    | −3  |
| Polonia                | 2010  | 2010  | 1   | 0   | 0   | 1   | 1    | 3    | −2  |
| República Checa        | 1968  | 1968  | 1   | 0   | 0   | 1   | 0    | 8    | −8  |
| Singapur               | 1957  | 2024  | 66  | 37  | 17  | 12  | 119  | 66   | +53 |
| Sri Lanka              | 1979  | 2024  | 7   | 7   | 0   | 0   | 19   | 3    | +16 |
| Sudáfrica              | 2010  | 2010  | 1   | 0   | 0   | 1   | 0    | 4    | −4  |
| Surinam                | 2022  | 2022  | 1   | 1   | 0   | 0   | 1    | 0    | +1  |
| Suecia                 | 1962  | 2003  | 5   | 0   | 1   | 4   | 4    | 13   | −9  |
| Siria                  | 1978  | 2023  | 6   | 3   | 2   | 1   | 13   | 10   | +3  |
| Tayikistán             | 2003  | 2021  | 3   | 1   | 1   | 1   | 3    | 3    | 0   |
| Timor Oriental         | 2004  | 2024  | 4   | 4   | 0   | 0   | 27   | 0    | +27 |
| Trinidad y Tobago      | 2003  | 2022  | 3   | 3   | 0   | 0   | 6    | 3    | +3  |
| Turquía                | 1980  | 1980  | 1   | 0   | 0   | 1   | 0    | 2    | –2  |
| Turkmenistán           | 1998  | 2022  | 2   | 1   | 1   | 0   | 4    | 3    | +1  |
| Uruguay                | 2019  | 2019  | 1   | 0   | 0   | 1   | 0    | 4    | −4  |
| Uzbekistán             | 1994  | 2024  | 10  | 5   | 0   | 5   | 19   | 19   | 0   |
| Vietnam                | 1956  | 2024  | 56  | 21  | 12  | 23  | 76   | 73   | +3  |
| Yemen                  | 1988  | 2007  | 6   | 2   | 4   | 0   | 9    | 5    | +4  |
| 84 rivales             | 1948  | 2024  | 911 | 345 | 210 | 356 | 1397 | 1356 | +41 |

## Palmarés
- Campeonato de Fútbol de la ASEAN (7): 1996, 2000, 2002, 2014, 2016, 2020 y 2022.
- Juegos de la ASEAN (9): 1965, 1975, 1981, 1983, 1985, 1993, 1995, 1997 y 1999.
- Torneos amistosos:
  - King's Cup (15): 1976, 1979, 1980, 1981, 1982, 1984, 1989, 1990, 1992, 1994, 2000, 2006, 2007, 2016 y 2017.
  - Copa Independencia de Indonesia (1): 1994.

## Entrenadores

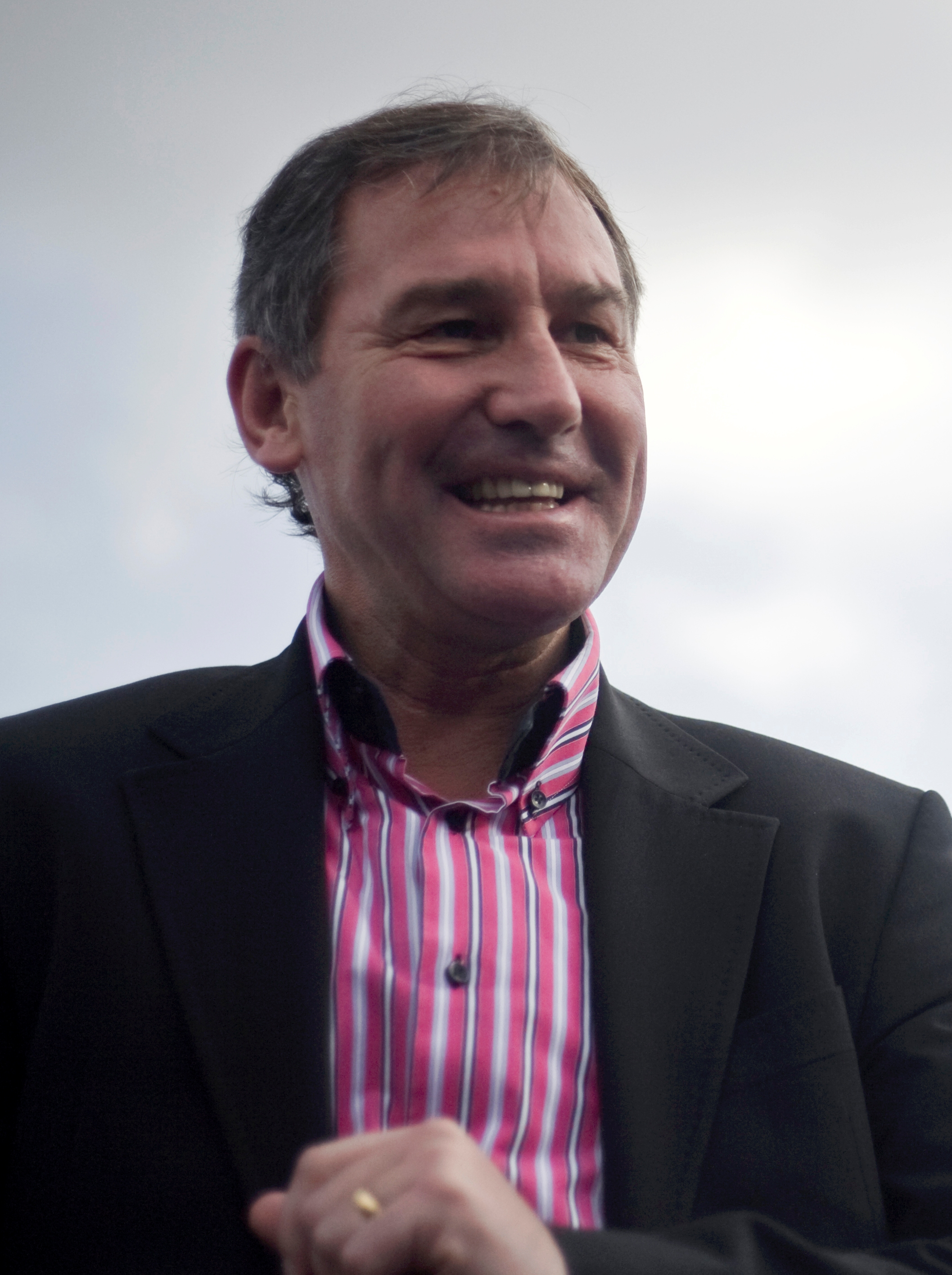
Bryan Robson dirigió a Tailandia entre 2009 y 2011.
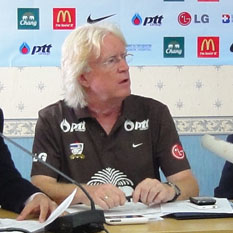
Winfried Schäfer dirigió a Tailandia entre 2011 y 2013.

| Nombre                         | Nacionalidad          | Periodo                               | Récord | Récord | Récord | Récord | Récord |
| Nombre                         | Nacionalidad          | Periodo                               | J      | G      | E      | P      | G %    |
| ------------------------------ | --------------------- | ------------------------------------- | ------ | ------ | ------ | ------ | ------ |
| Pratiab Thesvisarn             | Bandera de Tailandia  | 1965-1968                             | ?      | ?      | ?      | ?      | ?      |
| Günther Glomb                  | Bandera de Alemania   | 1968-1976                             | ?      | ?      | ?      | ?      | ?      |
| Peter Schnittger               | Bandera de Alemania   | 1976–1978                             | ?      | ?      | ?      | ?      | ?      |
| Werner Bickelhaupt             | Bandera de Alemania   | 1979-1981                             | ?      | ?      | ?      | ?      | ?      |
| Prawit Chaisam                 | Bandera de Tailandia  | 1981-1983                             | ?      | 2      | 3      | ?      | ?      |
| Yanyong Na Nongkhai            | Bandera de Tailandia  | 1983-1985                             | ?      | 2      | 3      | ?      | ?      |
| Burkhard Ziese                 | Bandera de Alemania   | 1985–1986                             | ?      | ?      | ?      | ?      | ?      |
| Carlos Roberto de Carvalho     | Bandera de Brasil     | 1989–1991                             | ?      | ?      | ?      | ?      | ?      |
| Peter Stubbe                   | Bandera de Alemania   | 1992–1994                             | ?      | 6      | 2      | 1      | ?      |
| Worawit Sumpachanyasathit      | Bandera de Tailandia  | 1994                                  | ?      | 2      | 3      | ?      | ?      |
| Chatchai Paholpat              | Bandera de Tailandia  | 1994–1995                             | ?      | ?      | ?      | ?      | ?      |
| Arjhan Srong-ngamsub           | Bandera de Tailandia  | 1996                                  | 15     | 9      | 3      | 3      | 60.0   |
| Thawatchai Sartjakul           | Bandera de Tailandia  | 1996                                  | ?      | ?      | ?      | ?      | ?      |
| Dettmar Cramer                 | Bandera de Alemania   | 1997                                  | ?      | ?      | ?      | ?      | ?      |
| Withaya Laohakul               | Bandera de Tailandia  | 1997–1998                             | 24     | 10     | 9      | 5      | 41.7   |
| Peter Withe                    | Bandera de Inglaterra | 1998–2002                             | 101    | 46     | 25     | 30     | 45.5   |
| Carlos Roberto de Carvalho     | Bandera de Brasil     | 2003–2004                             | 13     | 6      | 2      | 5      | 46.1   |
| Chatchai Paholpat              | Bandera de Tailandia  | junio de 2004-septiembre de 2004      | 8      | 2      | 1      | 5      | 25.0   |
| Siegfried Held                 | Bandera de Alemania   | septiembre de 2004-2005               | 11     | 4      | 4      | 3      | 36.4   |
| Charnwit Polcheewin            | Bandera de Tailandia  | 2005-junio 2008                       | 39     | 18     | 11     | 10     | 46.1   |
| Peter Reid                     | Bandera de Inglaterra | septiembre de 2008-septiembre de 2009 | 15     | 8      | 4      | 3      | 53.3   |
| Bryan Robson                   | Bandera de Inglaterra | septiembre de 2009-junio de 2011      | 18     | 7      | 4      | 7      | 38.8   |
| Winfried Schäfer               | Bandera de Alemania   | junio de 2011-junio de 2013           | 27     | 12     | 6      | 9      | 44.4   |
| Kiatisuk Senamuang             | Bandera de Tailandia  | mayo de 2013-julio de 2013            | 1      | 1      | 0      | 5      | 100.00 |
| Surachai Jaturapattarapong     | Bandera de Tailandia  | agosto de 2013-diciembre de 2013      | 4      | 5      | 11     | 10     | 44.4   |
| Kiatisuk Senamuang             | Bandera de Tailandia  | febrero de 2014-marzo de 2017         | 42     | 21     | 7      | 14     | 50.00  |
| Milovan Rajevac                | Bandera de Serbia     | abril de 2017-enero de 2019           | 20     | 8      | 7      | 5      | 40.00  |
| Sirisak Yodyardthai (interino) | Bandera de Tailandia  | enero de 2019-junio de 2019           | 7      | 2      | 1      | 4      | 28.57  |
| Akira Nishino                  | Bandera de Japón      | junio de 2019-diciembre de 2020       | 11     | 2      | 5      | 4      | 18.18  |
| Alexandré Pölking              | Bandera de Brasil     | septiembre de 2021-noviembre de 2023  | 37     | 21     | 6      | 10     | 56.75  |
| Masatada Ishii                 | Bandera de Japón      | noviembre de 2023-presente            | 14     | 5      | 6      | 3      | 35.71  |

## Jugadores

### Más Apariciones
- Jugadores activos[1]

| #                                                                       | Nombre                     | Apariciones | Goles | Periodo   |
| ----------------------------------------------------------------------- | -------------------------- | ----------- | ----- | --------- |
| 1                                                                       | Kiatisuk Senamuang         | 134         | 71    | 1993–2007 |
| 2                                                                       | Teerasil Dangda            | 127         | 64    | 2007–     |
| 3                                                                       | Totchtawan Sripan          | 110         | 19    | 1993–2009 |
| 4                                                                       | Theerathon Bunmathan       | 101         | 7     | 2010–     |
| 5                                                                       | Piyapong Pue-on            | 100         | 70    | 1981–1997 |
| 5                                                                       | Datsakorn Thonglao         | 100         | 11    | 2003–2017 |
| 7                                                                       | Dusit Chalermsan           | 96          | 14    | 1994–2004 |
| 8                                                                       | Niweat Siriwong            | 90          | 3     | 1995–2012 |
| 9                                                                       | Natee Thongsookkaew        | 87          | 1     | 1986–2000 |
| 10                                                                      | Surachai Jaturapattarapong | 86          | 7     | 1991–2002 |
| 11                                                                      | Attaphol Buspakom          | 85          | 13    | 1985–1998 |
| 11                                                                      | Niwat Srisawat             | 85          | 28    | 1967–1979 |
| 13                                                                      | Vithoon Kijmongkolsak      | 84          | 29    | 1985–1995 |
| Actualizado al último partido contra Kirguistán el 16 de enero de 2024. |                            |             |       |           |

### Más Goles
- Jugadores Activos[1]

| #                                                                    | Nombre                 | Goles | Apariciones | Periodo   |
| -------------------------------------------------------------------- | ---------------------- | ----- | ----------- | --------- |
| 1                                                                    | Kiatisuk Senamuang     | 71    | 134         | 1993–2007 |
| 2                                                                    | Piyapong Pue-on        | 70    | 100         | 1981–1997 |
| 3                                                                    | Teerasil Dangda        | 64    | 127         | 2007–     |
| 4                                                                    | Sarayuth Chaikamdee    | 31    | 49          | 2003–2011 |
| 5                                                                    | Vithoon Kijmongkolsak  | 29    | 84          | 1985–1995 |
| 6                                                                    | Daoyod Dara            | 28    | 70          | 1975–1986 |
| 6                                                                    | Worrawoot Srimaka      | 28    | 63          | 1995–2003 |
| 6                                                                    | Niwat Srisawat         | 28    | 85          | 1967–1979 |
| 9                                                                    | Jedsada Na Phatthalung | 27    | 79          | 1971–1981 |
| 10                                                                   | Chalor Hongkajorn      | 25    | 67          | 1979–1987 |
| 10                                                                   | Netipong Srithong-In   | 25    | 55          | 1995–1997 |
| 10                                                                   | Suttha Sudsa-ard       | 25    | 51          | 1978–1988 |
| 13                                                                   | Prapol Tantiyanon      | 23    | 63          | 1971–1980 |
| 14                                                                   | Therdsak Chaiman       | 22    | 75          | 1994–2011 |
| Actualizado al último partido ante Irak el 10 de septiembre de 2023. |                        |       |             |           |

### Última convocatoria
| No. | Pos. | Jugador                  | Fecha de nacimiento (edad)         | Apa. | Goles | Club                       |
| --- | ---- | ------------------------ | ---------------------------------- | ---- | ----- | -------------------------- |
| 1   | POR  | Patiwat Khammai          | 24 de diciembre de 1994 (30 años)  | 23   | 0     | Bangkok United             |
| 20  | POR  | Saranon Anuin            | 24 de marzo de 1994 (31 años)      | 4    | 0     | BG Pathum United           |
| 23  | POR  | Phuwadol Pholsongkram    | 11 de mayo de 2002 (23 años)       | 0    | 0     | Ayutthaya United           |
|     |      |                          |                                    |      |       |                            |
| 3   | DEF  | Santiphap Channgom       | 23 de septiembre de 1996 (28 años) | 4    | 0     | BG Pathum United           |
| 4   | DEF  | Elias Dolah              | 24 de abril de 1993 (32 años)      | 23   | 1     | Bali United                |
| 5   | DEF  | Jonathan Khemdee         | 9 de mayo de 2002 (23 años)        | 11   | 0     | Ratchaburi                 |
| 6   | DEF  | Shinnaphat Leeaoh        | 2 de febrero de 1997 (28 años)     | 1    | 0     | Ratchaburi                 |
| 12  | DEF  | Nicholas Mickelson       | 24 de julio de 1999 (25 años)      | 25   | 2     | OB                         |
| 15  | DEF  | Saringkan Promsupa       | 29 de marzo de 1997 (28 años)      | 4    | 0     | Sukhothai                  |
| 21  | DEF  | Suphanan Bureerat        | 10 de octubre de 1993 (31 años)    | 32   | 2     | Port                       |
|     |      |                          |                                    |      |       |                            |
| 2   | MED  | Airfan Doloh             | 26 de enero de 2001 (24 años)      | 3    | 0     | BG Pathum United           |
| 7   | MED  | Supachok Sarachat        | 22 de mayo de 1998 (27 años)       | 42   | 10    | Hokkaido Consadole Sapporo |
| 8   | MED  | Peeradol Chamrasamee     | 15 de septiembre de 1992 (32 años) | 34   | 4     | Port                       |
| 13  | MED  | Ben Davies               | 24 de noviembre de 2000 (24 años)  | 6    | 3     | Uthai Thani                |
| 16  | MED  | Thanawat Suengchitthawon | 8 de enero de 2000 (25 años)       | 10   | 0     | Ratchaburi                 |
| 17  | MED  | Channarong Promsrikaew   | 17 de abril de 2001 (24 años)      | 17   | 1     | Chonburi                   |
| 18  | MED  | Chanathip Songkrasin     | 5 de octubre de 1993 (31 años)     | 70   | 14    | BG Pathum United           |
| 19  | MED  | Worachit Kanitsribampen  | 24 de agosto de 1997 (27 años)     | 29   | 2     | Port                       |
| 22  | MED  | Weerathep Pomphan        | 19 de septiembre de 1996 (28 años) | 46   | 0     | Bangkok United             |
|     |      |                          |                                    |      |       |                            |
| 9   | DEL  | Patrik Gustavsson        | 19 de abril de 2001 (24 años)      | 11   | 8     | BG Pathum United           |
| 10  | DEL  | Suphanat Mueanta         | 2 de agosto de 2002 (22 años)      | 36   | 15    | Buriram United             |
| 11  | DEL  | Poramet Arjvirai         | 20 de julio de 1998 (26 años)      | 16   | 2     | Muangthong United          |
| 14  | DEL  | Teerasak Poeiphimai      | 21 de septiembre de 2002 (22 años) | 18   | 3     | Port                       |